# Cradopaud et Coatox
Cradopaud est un Pokémon de la famille des toxiques (type poison) de la 4e génération. Cradopaud évolue en Coatox.

## Création

### Étymologie
L'étymologie de Cradopaud peut être interprétée comme telle : « Crade » (sale) et « Crapaud ».
Celle de Coatox vient de coasser et de toxique.

## Description

### Cradopaud
Physiquement, Cradopaud ressemble à une grenouille bipède. Du poison est stocké dans ses joues qu'il libère par la base de ses mains. Il vit dans les endroits humides tel les marais.
Il mesure 70 cm de haut et pèse 23 kg.

### Coatox
Coatox est la forme évoluée de crapaud. Il est de type Poison/Combat. Coatox possède des griffes qui peuvent sécréter une dangereuse toxine stockée dans sa gorge.

## Apparitions

### Jeux vidéo
Cradopaud et Coatox apparaissent dans série de jeux vidéo Pokémon. D'abord en japonais, puis traduits en plusieurs autres langues, ces jeux ont été vendus à plus de 200 millions d'exemplaires à travers le monde.
Cradopaud fait partie du second lot de figurines de la technologie de communication en champ proche pour Pokémon Rumble U.

### Série animée et films
La série télévisée Pokémon ainsi que les films sont des aventures séparées de la plupart des autres versions de Pokémon et mettent en scène Sacha en tant que personnage principal. Sacha et ses compagnons voyagent à travers le monde Pokémon en combattant d'autres dresseurs Pokémon.